# ژن‌درمانی

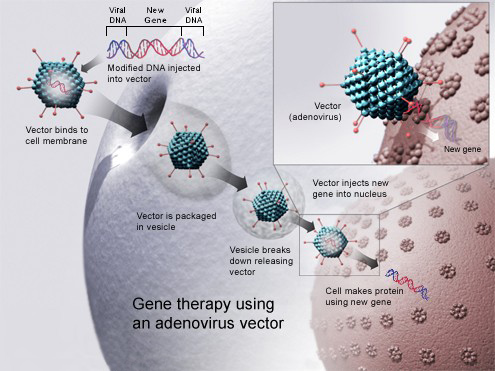

منظور از ژن‌درمانی مجموعه‌ای از روش‌های درمانی است که طی آن با ترمیم و رفع عیب ژن و یا نوع و میزان بیان آن، بیماری را درمان می‌کنند.
در گذشته تمام اقسام ژن درمانی متکی به نوعی ناقل (وکتور) شامل ناقلین ویروسی و یا پلاسمید برای انتقال عامل درمان به درون سلول بودند اما در حال حاضر شیوه‌های دیگری نیز عرضه گردیده‌اند. نخستین عمل بالینی ژن درمانی در سال ۱۹۹۰ توسط موسسات ملی بهداشت ایالات متحده آمریکا انجام گرفت که ابتدا با توجه به ناقلین پلاسمیدی توسعه یافته و سپس ناقلین ویروسی نیز به آن افزوده شدند.در ابتدا، عمل ژن درمانی با نسخه های ویروسی گاهی پرخطر و با نسخه های پلاسمیدی گاها فاقد کارآمدی مناسب بود. در این راستا تلاش های فراوانی برای امن سازی ناقلبین ویروسی و بهبود کارآئی ناقلین پلاسمیدی انجام شده است که از برجسته ترین موارد می توان به نخستین ژن درمانی در آسیا توسط نخبه ایرانی دکتر رضا آقانوری   با مهندسی ژنتیک بر روی یک ناقل پلاسمیدی امن در قالب طرح ملی ژن درمانی به منظور آنژیوژنز در میوکارد اشاره نمود.
ژن‌ها که بر روی کرموزوم‌ها قرار دارند، واحدهای فیزیکی و کارکردی پایه‌ای بدن هستند.
ژن‌ها توالی‌های اختصاصی بازهایی هستند که چگونگی ساخت پروتئین‌ها را رمزبندی می‌کنند. گرچه ژن‌ها بیشتر مورد توجه قرار می‌گیرند، اما این پروتئین‌ها هستند که اغلب کارکردهای حیاتی را انجام می‌دهند و حتی اکثریت ساختارهای سلولی را تشکیل می‌دهند.
هنگامی که ژن‌ها به نحوی تغییر پیدا کنند که پروتئین‌های رمزبندی‌شده به وسیلهٔ آن‌ها نتوانند کارکردهای طبیعی‌شان را انجام دهند، بیماری‌های ژنتیکی به وجود می‌آیند.
ژن‌درمانی تکنیکی است برای تصحیح ژن‌های معیوبی که مسئول ایجاد بیماری هستند. پژوهشگران ممکن است یکی از چندین رویکرد موجود را برای تصحیح ژن‌های معیوب به کار ببندند. ژن طبیعی ممکن است به درون یک محل غیراختصاصی درون ژنوم کاشته شود تا یک ژن بی‌کارکرد را جایگزین کند. این روش یک رویکرد رایج است. یک رویکرد دیگر تعویض ژن غیرطبیعی از طریق «بازترکیبی هومولوگ» است. ژن غیرطبیعی را می‌توان از طریق «جهش معکوس انتخابی» ترمیم کرد، که باعث می‌شود، ژن به کارکرد طبیعی‌اش بازگردد.
تنظیم یک ژن خاص (میزانی را که یک ژن خاموش و روشن می‌شود) را نیز می‌توان تغییر داد.
در اغلب بررسی‌های ژن‌درمانی، ژن «طبیعی» به درون ژنوم وارد می‌شود تا جایگزین یک ژن بیماری‌زای «غیرطبیعی» شود. یک مولکول حامل که به آن ناقل(vector) می‌گویند، برای وارد کردن ژن درمان‌کننده به سلول‌های هدف بیمار مورد استفاده قرار می‌گیرد.
در حال حاضر رایج‌ترین ناقل مورد استفاده ویروسی است که به‌طور ژنتیکی تغییر داده شده‌است، تا DNA طبیعی انسانی را حمل کند. ویروس‌ها طوری تکامل یافته‌اند تا ژن‌های‌شان را به شیوه‌ای آسیب‌زا به درون سلول‌های انسانی وارد کنند. دانشمندان سعی کرده‌اند تا از این توانایی ویروس‌ها سود ببرند و ژنوم ویروس‌ها را طوری دستکاری کنند که ژن‌های بیماری‌زا را از سلول حذف و ژن‌های درمان‌کننده را وارد آن کنند.
سلول‌های هدف مثلاً سلول‌های کبد یا ریه بیمار با ناقل ویروسی آلوده می‌شوند. پروتئین‌های جدید دارای کارکرد که به وسیلهٔ ژن درمان‌کننده ایجاد می‌شوند، سلول را به وضعیت طبیعی بازمی‌گردانند.
به غیر از ویروس‌ها، گزینه‌های دیگری برای وارد کردن ژن‌ها به درون سلول‌ها وجود دارد.
ساده‌ترین روش واردکردن مستقیم DNA درمانی به درون سلول است. این رویکرد از لحاظ کارکرد محدودیت دارد، زیرا می‌توان آن را تنها در مورد بافت‌های معینی به کار برد و نیاز به مقادیر زیادی DNA دارد. یک روش دیگر غیر ویروسی برای واردکردن ژن‌ها به درون سلول، ایجاد کره مصنوعی لیپیدی (چربی) با هسته آب‌دار است. این کره‌ها که به آن لیپوزوم می‌گویند، DNA را از طریق غشای سلول هدف به درونآ ن منتقل می‌کنند.
DNA درمانی را همچنین می‌توان با اتصال شیمیایی DNA به یک مولکول که به گیرنده‌های سلولی خاص متصل می‌شود، به درون سلول هدف وارد کرد. هنگامی که این مولکول به این گیرنده‌ها متصل می‌شود، DNA درمانی به وسیلهٔ غشای سلولی بلعیده می‌شود و به درون سلول راه می‌یابد.

## انواع روش‌های ژن درمانی
روش‌های ژن‌درمانی به سه دسته عمده طبقه‌بندی می‌شوند:

## ژن درمانی در مرحله جنینی
ژن درمانی در مرحله جنینی مطالعه اثر ژن‌های فعال در مراحل جنینی مختلف برای درمان بیماری‌هاست.

### ژن درمانی در لوله عصبی
ژن درمانی در لوله عصبی مطالعه تأثیر ژن‌های فعال در لوله عصبی و نقش جهش در آن‌ها در بروز بیماری‌های ژنتیکی است. از جمله این تحقیقات روی پروتئین‌های خانواده سی‌دی‌ایکس و پروتئین‌های خانواده ساکس در فعال کردن ژن‌ها در لوله عصبی می‌باشد.